# Pristurus samhaensis
Pristurus samhaensis es una especie de gecos de la familia Sphaerodactylidae.

## Distribución geográfica yhábitat
Es endémica de las islas Darsah y Samhah; quizá también en Socotra (Yemen). Su rango altitudinal oscila entre 0 y 250 m s. n. m..